# Mutsuhito

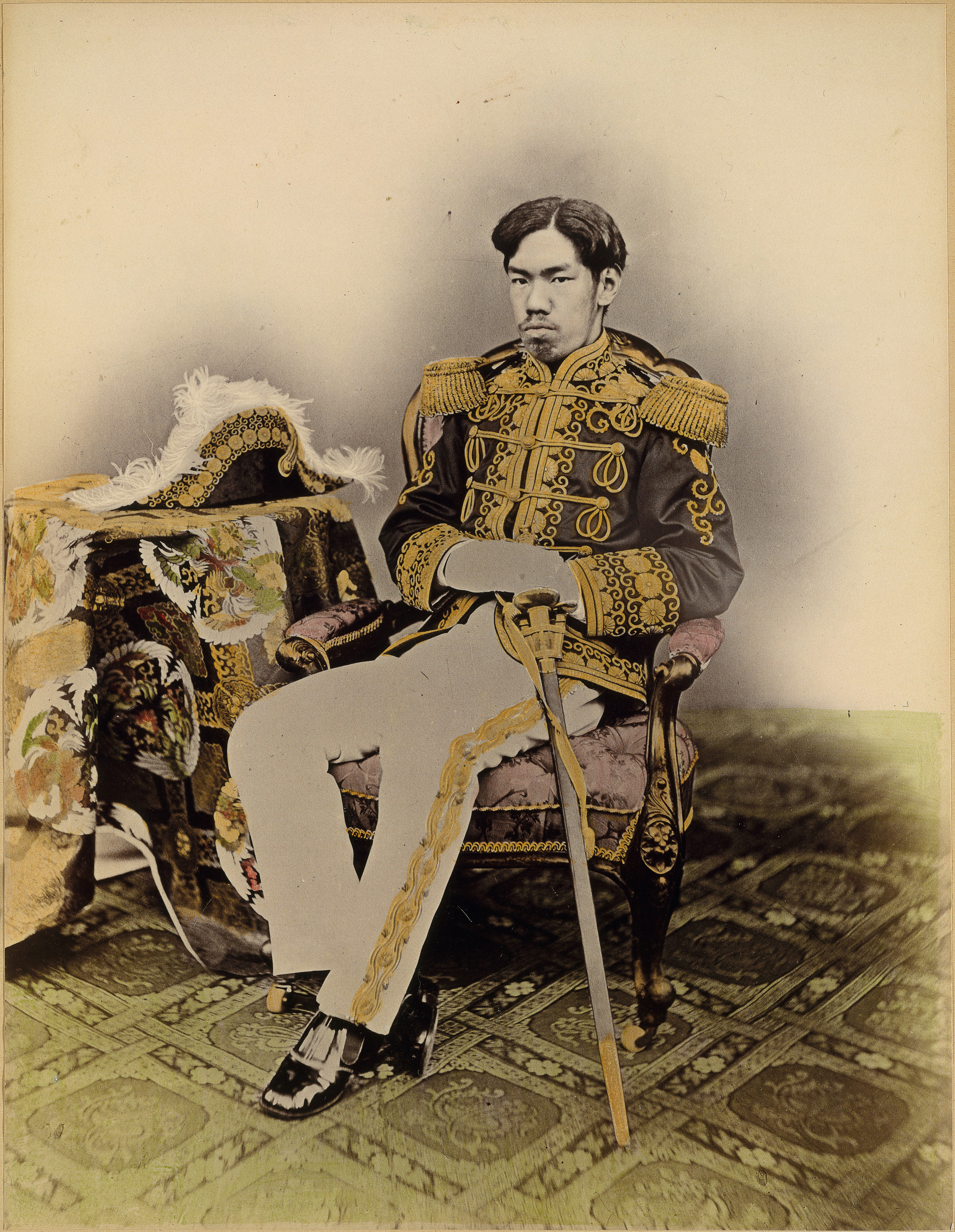
Cesarz Meiji w stroju wojskowym. Zdjęcie zrobione przez Kuichi Uchida, 1873

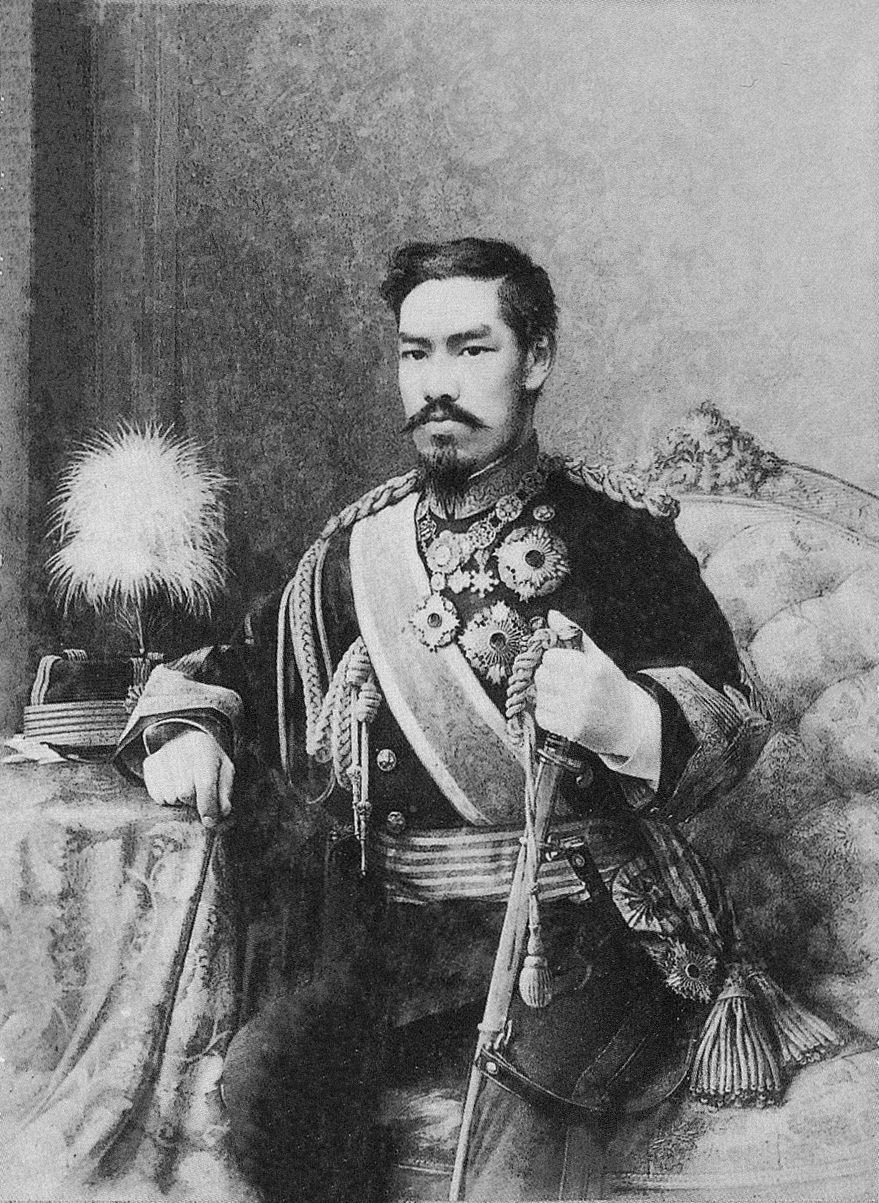
Edoardo Chiossone i Riyō Maruki, Portret cesarza Meiji, 1888

Mutsuhito (jap. 睦仁; ur. 3 listopada 1852 w Kioto, zm. 30 lipca 1912 w Tokio) – zgodnie z tradycją 122. cesarz Japonii, pośmiertnie zwany Meiji (jap. 明治天皇  Meiji-tennō), tak jak okres jego panowania (okres Meiji 1868–1912).

## Życiorys

### Początki rządów
Mutsuhito urodził się w 1852 r. w Kioto, jako drugi syn cesarza Kōmei. W lipcu 1860 roku uznany został za następcę tronu, a formalne rządy objął 9 stycznia 1867 roku, mając 15 lat.
W styczniu 1868 roku siły sprzeciwiające się rządom siogunów rodu Tokugawa obaliły ostatniego sioguna – Yoshinobu Tokugawę. W następstwie tego przewrotu cesarz uzyskał pełnię władzy w państwie. Japonia rozpoczęła proces szybkiej modernizacji i otwarcia na wpływy Zachodu.
W dniu 6 kwietnia 1868 roku Mutsuhito ogłosił „Przysięgę cesarską w pięciu artykułach” (Gokajō no goseimon). Zapowiedział w niej przeprowadzenie w kraju głębokich reform:
- zwoływanie zgromadzeń obradujących nad problemami państwa, mających na względzie opinię publiczną;
- udział całego społeczeństwa w tworzeniu nowego państwa;
- sprawiedliwość i praworządność;
- likwidację zacofania;
- powszechny dostęp do wiedzy[1].

W maju 1869 roku przeniósł stolicę państwa z Kioto do Edo, któremu nadał nową nazwę Tokio (Wschodnia Stolica).

### Polityka wewnętrzna
W 1871 r. cesarz zlikwidował feudalne domeny (hany), wprowadzając w ich miejsce prefektury podlegające bezpośrednio centralnemu rządowi. 
W 1872 roku przeprowadzono reformy zmierzające do zmniejszenia obciążeń chłopów oraz poprawy ich sytuacji materialnej i społecznej. Rok później przystąpiono do realizacji planu wprowadzenia powszechnego szkolnictwa i utworzenia armii opartej na powszechnym poborze.
Jednocześnie dokonano zasadniczych zmian w strukturze klasowej społeczeństwa, znosząc wiele przywilejów warstwy samurajskiej i ograniczeń dotykających inne grupy społeczne. Zmiany te spotkały się z oporem części społeczeństwa. Jednak lokalne bunty zostały szybko stłumione. Przeprowadzono także zasadnicze zmiany ustroju państwa, które doprowadziły ostatecznie do wprowadzenia w Japonii monarchii konstytucyjnej o wyraźnej przewadze cesarza (Konstytucja Meiji).

### Polityka zagraniczna
Na arenie międzynarodowej Japonia odniosła w latach 1894–1895 sukces w wojnie z Chinami, a następnie w latach 1904–1905 w wojnie z Rosją. Dzięki tym zwycięstwom Japończycy zajęli Koreę, Tajwan i mocno usadowili się w Mandżurii.

### Ocena rządów
W okresie panowania Mutsuhito położono podwaliny pod budowę potężnego, nowoczesnego państwa japońskiego. Sam cesarz w znacznej mierze przyczynił się do zasadniczej przebudowy ustroju oraz struktury politycznej, gospodarczej i społecznej swojej monarchii. Kiedy zmarł w 1912 roku, cała Japonia okryła się żałobą.